# Drepanophora indica
Drepanophora indica är en mossdjursart som beskrevs av Hayward 1988. Drepanophora indica ingår i släktet Drepanophora och familjen Lepraliellidae. Inga underarter finns listade i Catalogue of Life.